# 13
Évszázadok: i. e. 1. század – 1. század – 2. század
Évtizedek: i. e. 30-as évek – i. e. 20-as évek – i. e. 10-es évek – i. e. 1-es évek – 1-es évek – 10-es évek – 20-as évek – 30-as évek – 40-es évek – 50-es évek – 60-as évek
Évek: 8 – 9 – 10 – 11 –  12 – 13 – 14 – 15 – 16 – 17 – 18

## Események

### Római Birodalom
- Caius Siliust (helyettese Aulus Caecina Largus) és Lucius Munatius Plancust választják consulnak.
- A szenátus ötödször is meghosszabbítja Augustus császár proconsuli imperiumát (uralkodási jogát), ezúttal tíz évre. Az imperiumot (amelynek ideiglenes, meghosszabbítandó volta némi névleges hatalmat hagyott a szenátus kezében) a következő császár, Tiberius esetében már élethosszig adják majd.
- Germanicust bízzák meg a germániai provinciák kormányzásával, a rajnai határ ellenőrzésével. A feladathoz nyolc légiót kap.
- Augustus befejezi önéletrajzát és politikai végakaratát, a Res Gestae Divi Augusti-t.
- Augustus 20 év elteltével újabb censust indít, amelynek lebonyolítását Tiberius végzi, de közben visszahívják Rómába, mert a császár súlyosan megbetegszik.
- A szenátus a kisebb állami tisztségek (vigintisexviri) betöltését a lovagi rend tagjaira korlátozza.
- Az oszroénéi klienskirályság korábban elűzött uralkodója, V. Abgar visszatér a trónra.

## Halálozások
- Vang Cseng-csün, kínai császárné, Han Jüan-ti felesége, Vang Mang trónbitorló nagynénje.

## Fordítás
- Ez a szócikk részben vagy egészben  a(z)   13 című francia Wikipédia-szócikk ezen változatának fordításán alapul.  Az eredeti cikk szerkesztőit annak laptörténete sorolja fel. Ez a jelzés csupán a megfogalmazás eredetét és a szerzői jogokat jelzi, nem szolgál a cikkben szereplő információk forrásmegjelöléseként.